# Muzeum Morskie Wysp Alandzkich
Muzeum Morskie Wysp Alandzkich (szw. Ålands sjöfartsmuseum) – muzeum morskie otwarte w 1954 roku, znajdujące się przy Hamngatan 2 w zachodniej części Maarianhaminy (szw. Mariehamn), na Wyspach Alandzkich położonych u południowo-zachodnich wybrzeży Finlandii.
Muzeum opiekuje się morskim dziedzictwem kulturowym archipelagu i udostępnia je zwiedzającym. Od 2015 roku zarządza również zabytkowym żaglowcem „Pommern” zakotwiczonym w pobliżu budynku muzeum.

## Historia

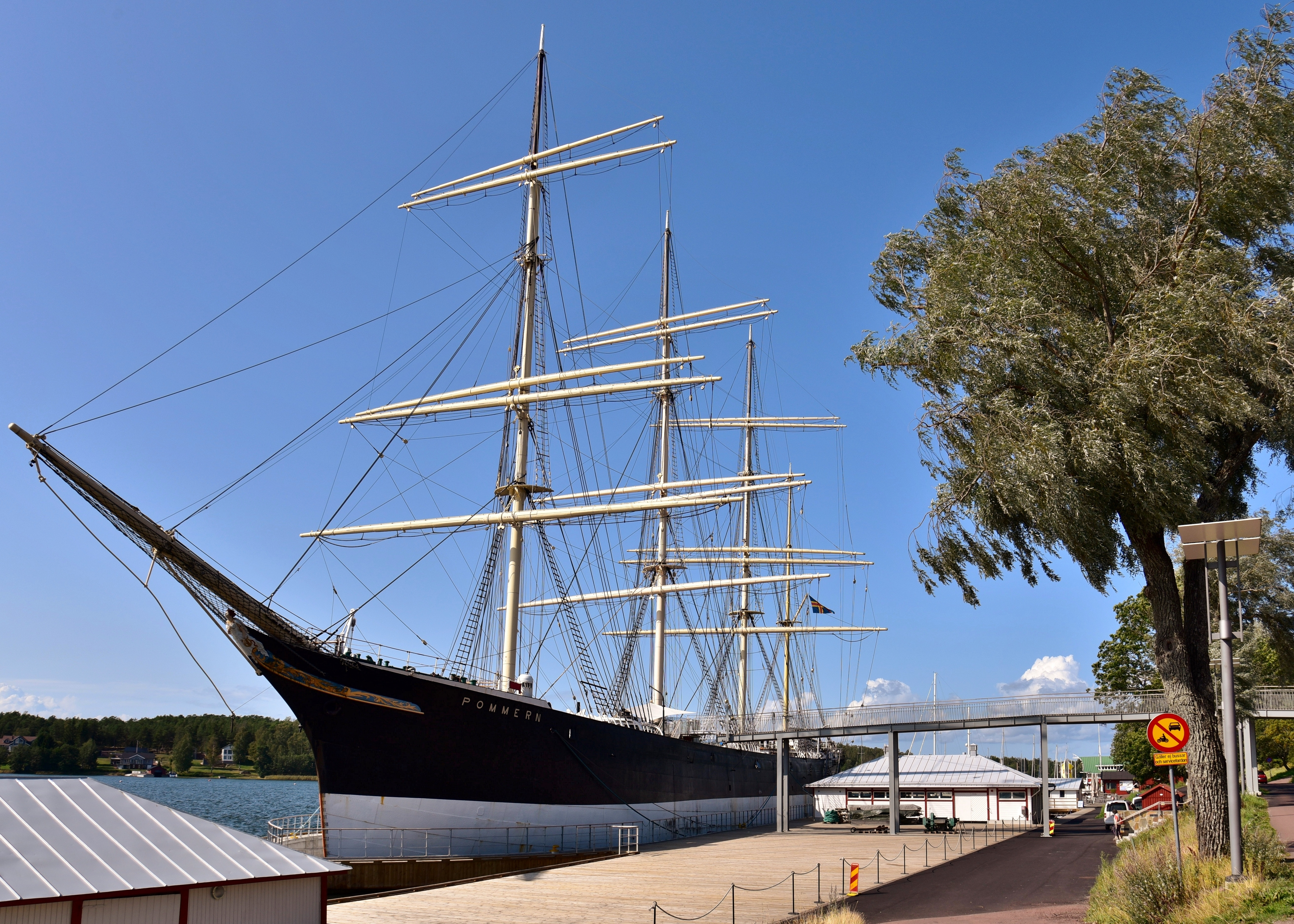
Żaglowiec „Pommern” zakotwiczony w pobliżu muzeum (2019)

Początki muzeum sięgają lat 20. XX wieku, kiedy to kapitan Carl Holmqvist zaczął kolekcjonować pamiątki żeglarskie związane z epoką wielkich żaglowców. W 1935 roku Holmqvist został jednym ze współzałożycieli stowarzyszenia Ålands Nautical Club, którego celem było zorganizowanie na Wyspach Alandzkich muzeum morskiego. Jego budynek, oddany do użytku w 1949 roku, zaprojektował helsiński architekt Jonas Cedercreutz, zaś samą instytucję oficjalnie otwarto pięć lat później, 29 sierpnia 1954 roku.
W 1986 roku założono Fundację Muzeum Morskiego Wysp Alandzkich, której Ålands Nautical Club – zarządzający dotąd muzeum – przekazał obiekty muzealne, bibliotekę oraz archiwa. W latach 2009–2012 budynek muzeum przeszedł generalny remont oraz rozbudowę, projekt której opracowali Johanna Vuorinen i Esa Kangas. Nową aranżację wystaw zaprojektowało natomiast studio Amerikka oraz Jouni Kaipia.
W marcu 2015 roku Muzeum Morskie Wysp Alandzkich przejęło zarządzanie znajdującym się w jego pobliżu historycznym żaglowcem „Pommern”, którego właścicielem jest miasto Maarianhamina (szw. Mariehamn); w latach 2017–2019 przeprowadzono konserwację statku.
Muzeum za swoją działalność było nagradzane m.in. w 2016 roku tytułem Muzeum Roku przyznawanym przez Stowarzyszenie Muzeów Fińskich oraz w 2017 roku nagrodą organizacji Save the Childern za swoją inkluzywną działalność edukacyjną.

## Zbiory
Zbiory Muzeum Morskiego Wysp Alandzkich obejmują przedmioty i fotografie związane z historią i dziedzictwem morskim archipelagu, które zostały zgromadzone głównie dzięki darowiznom od osób prywatnych oraz firm spedycyjnych. Działająca przy muzeum biblioteka ma w swoich zbiorach bogatą literaturę żeglarską, w tym Lloyd’s Registers of Shipping począwszy od 1764 roku. W muzealnym archiwum zgromadzono natomiast listy przeglądów i dzienniki pokładowe żaglowca „Pommern”, prywatne listy, korespondencje biznesowe, mapy morskie oraz rysunki statków.

## Ekspozycje
Prezentowane w muzeum morskim w Mariehamn wystawy m.in. prezentują modele statków oraz ich odtworzone ze szczegółami wnętrza, opowiadają o żegludze morskiej, budowie i powstawaniu statków, poruszają zagadnienia nawigacji i bezpieczeństwa na morzu, znajduje się tu również sala ciekawostek, sala poświęcona Przylądkowi Horn oraz ekspozycja opowiadająca o historii miasta i znajdującym się w nim portu.

## Galeria

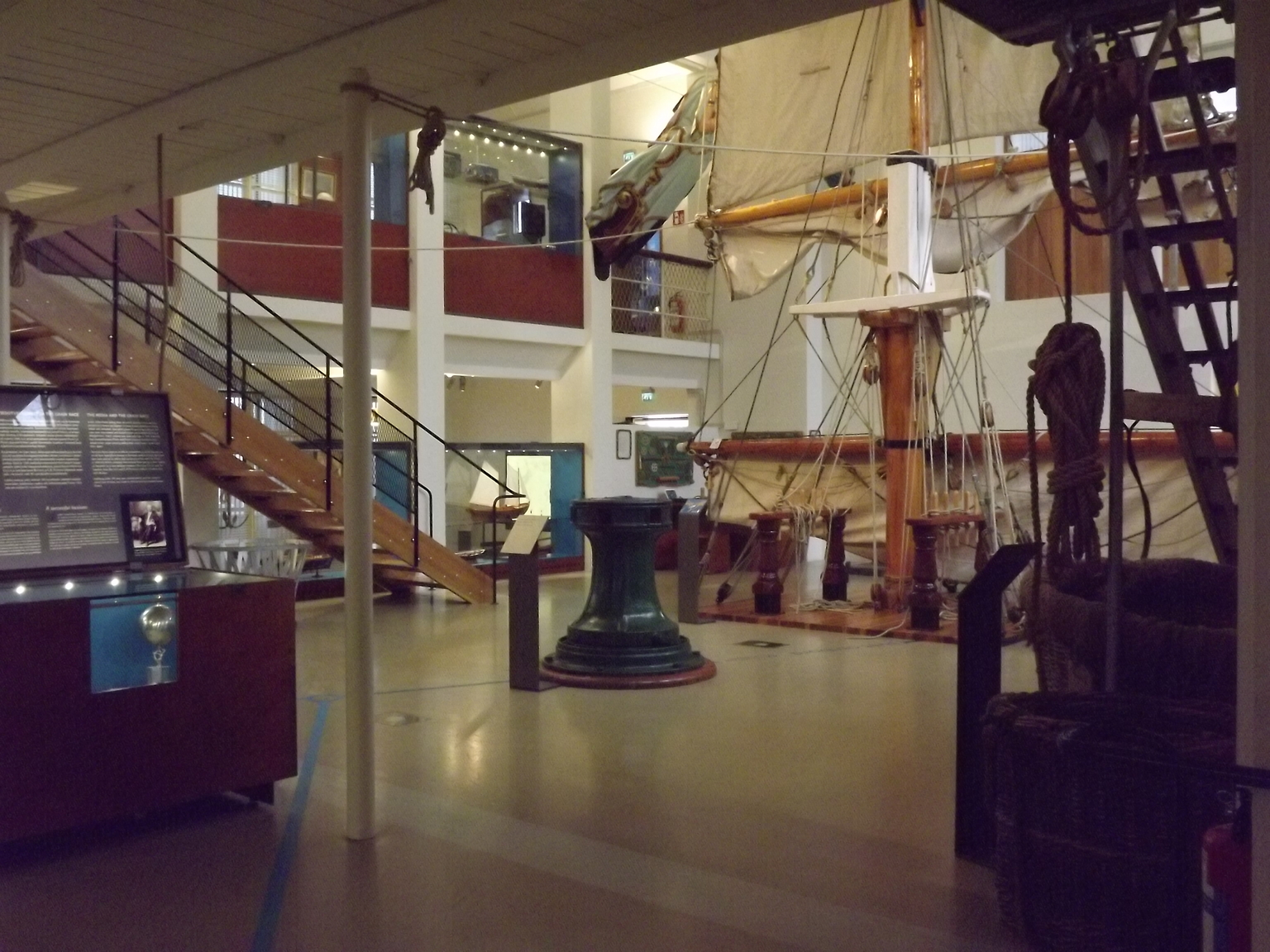
Wnętrze muzeum – hall główny (2022)
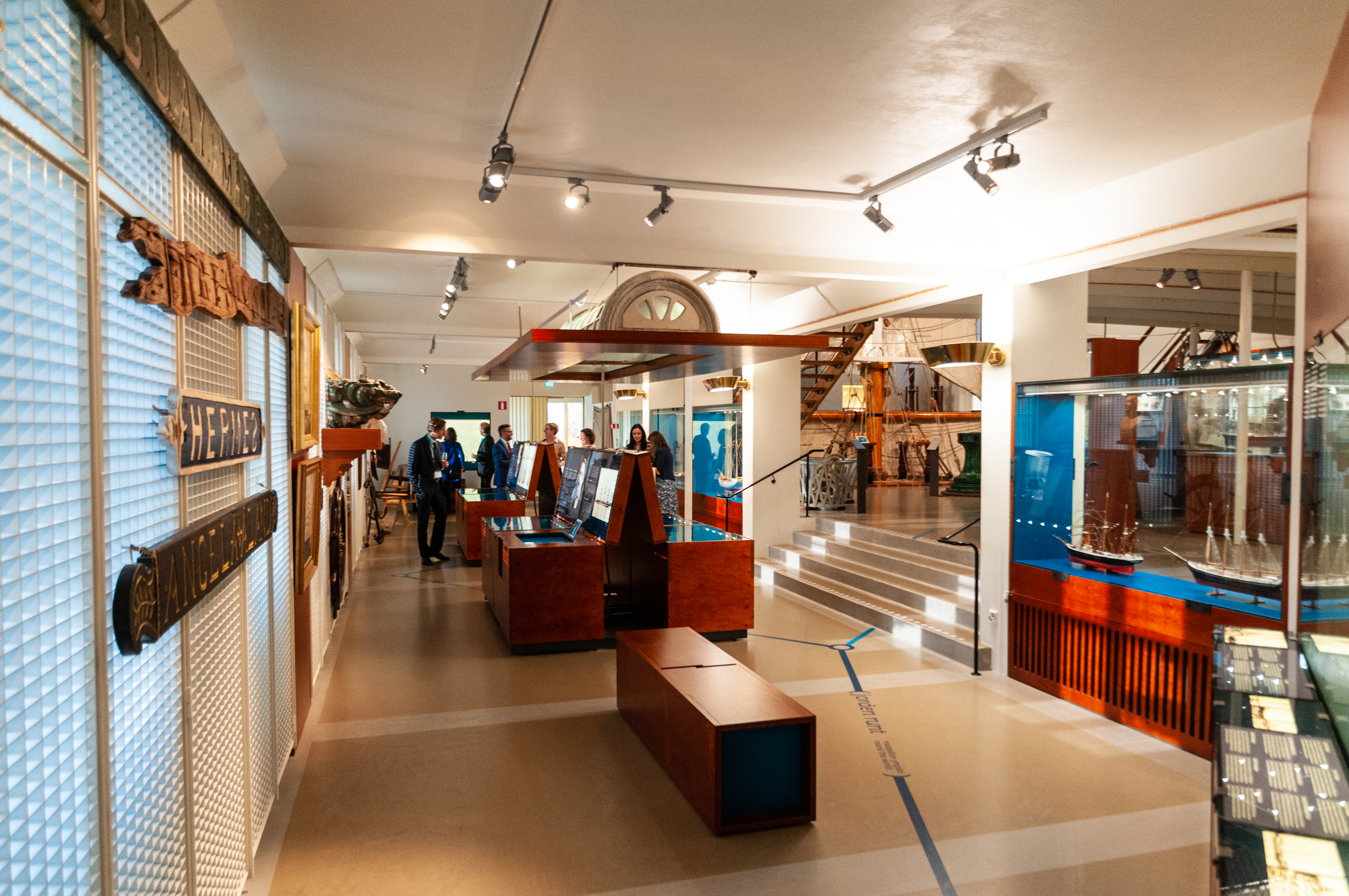
Wnętrze muzeum (2018)
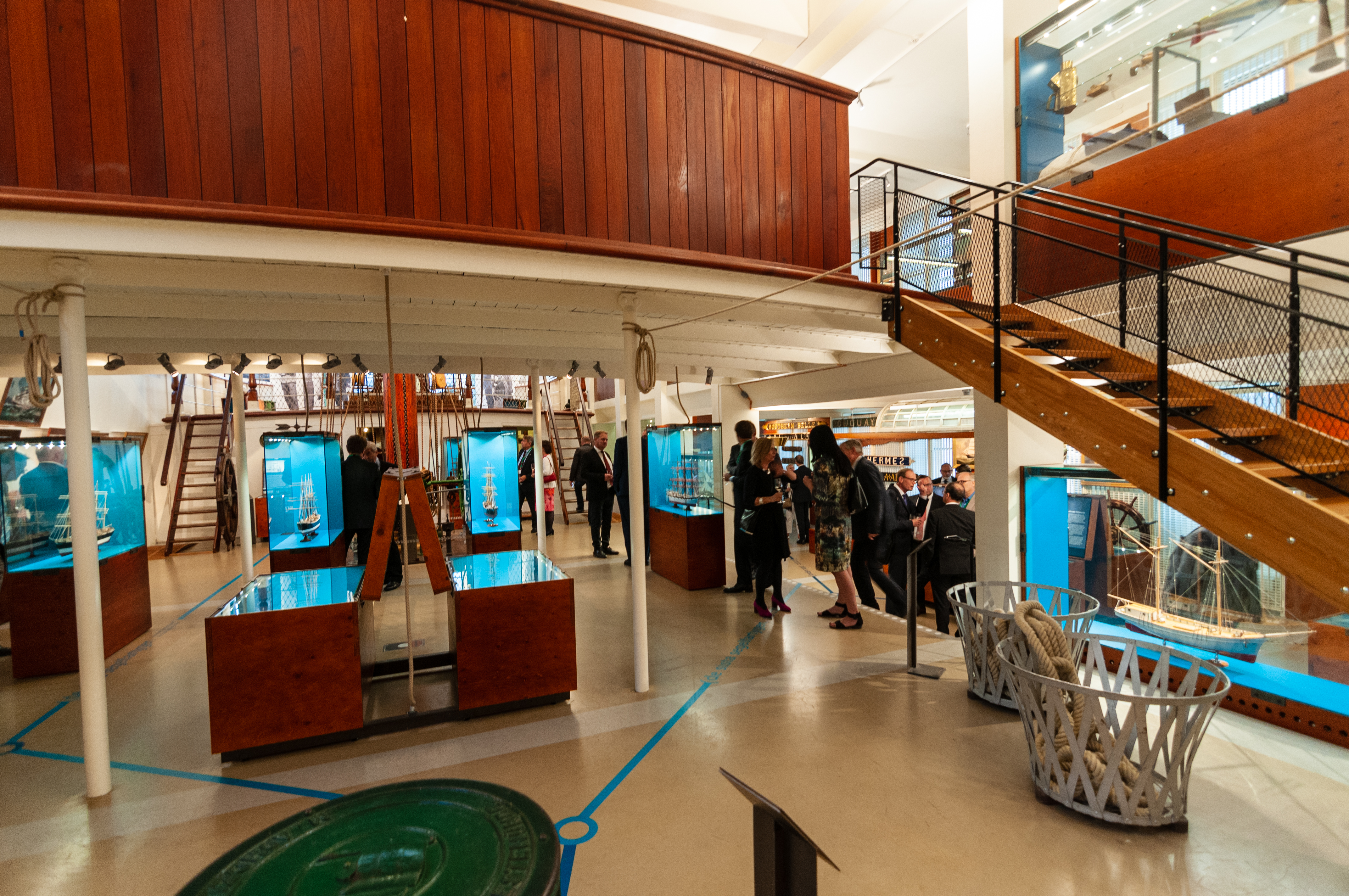
Wnętrze muzeum (2018)
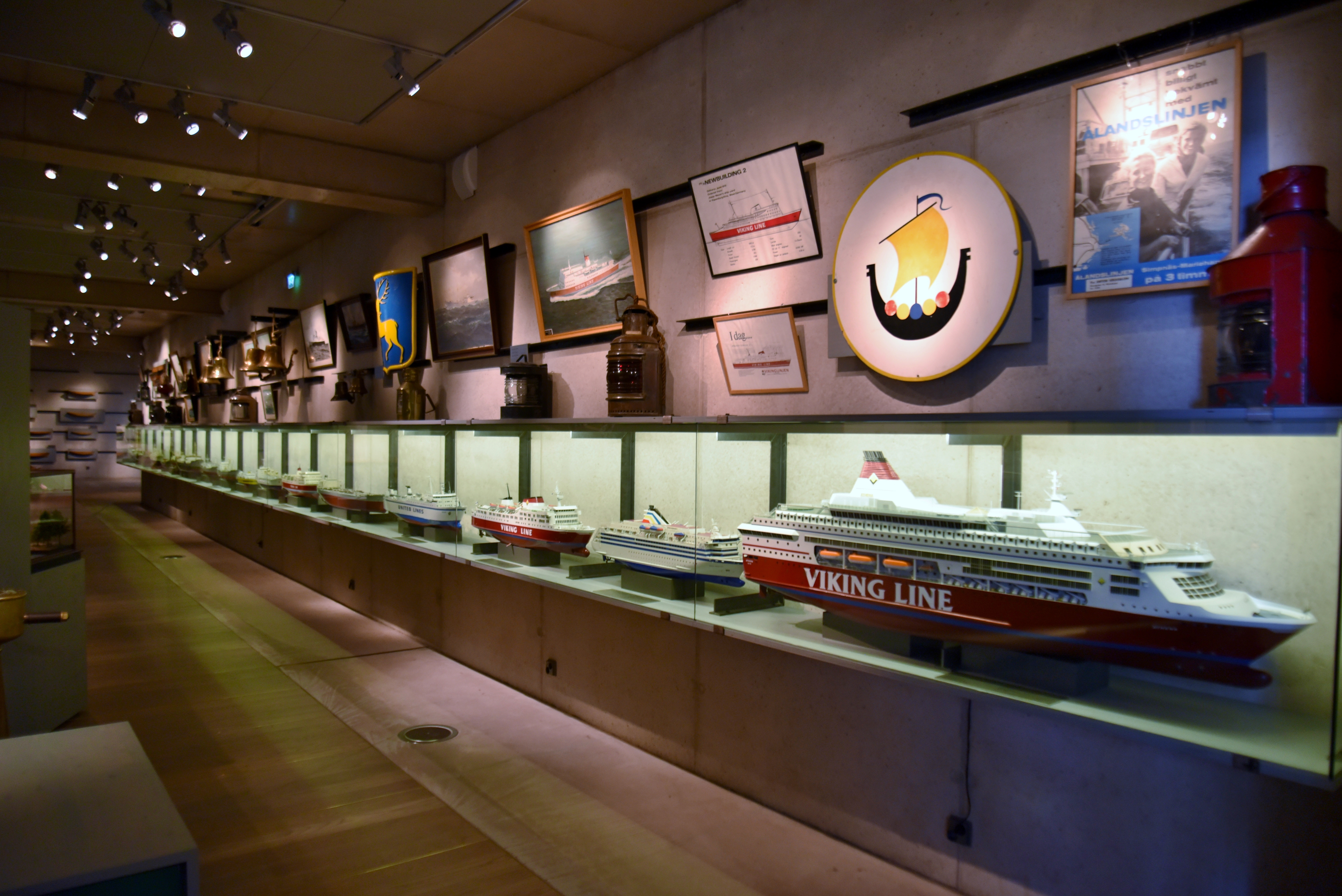
Jedna z wystaw wewnątrz muzeum (2019)
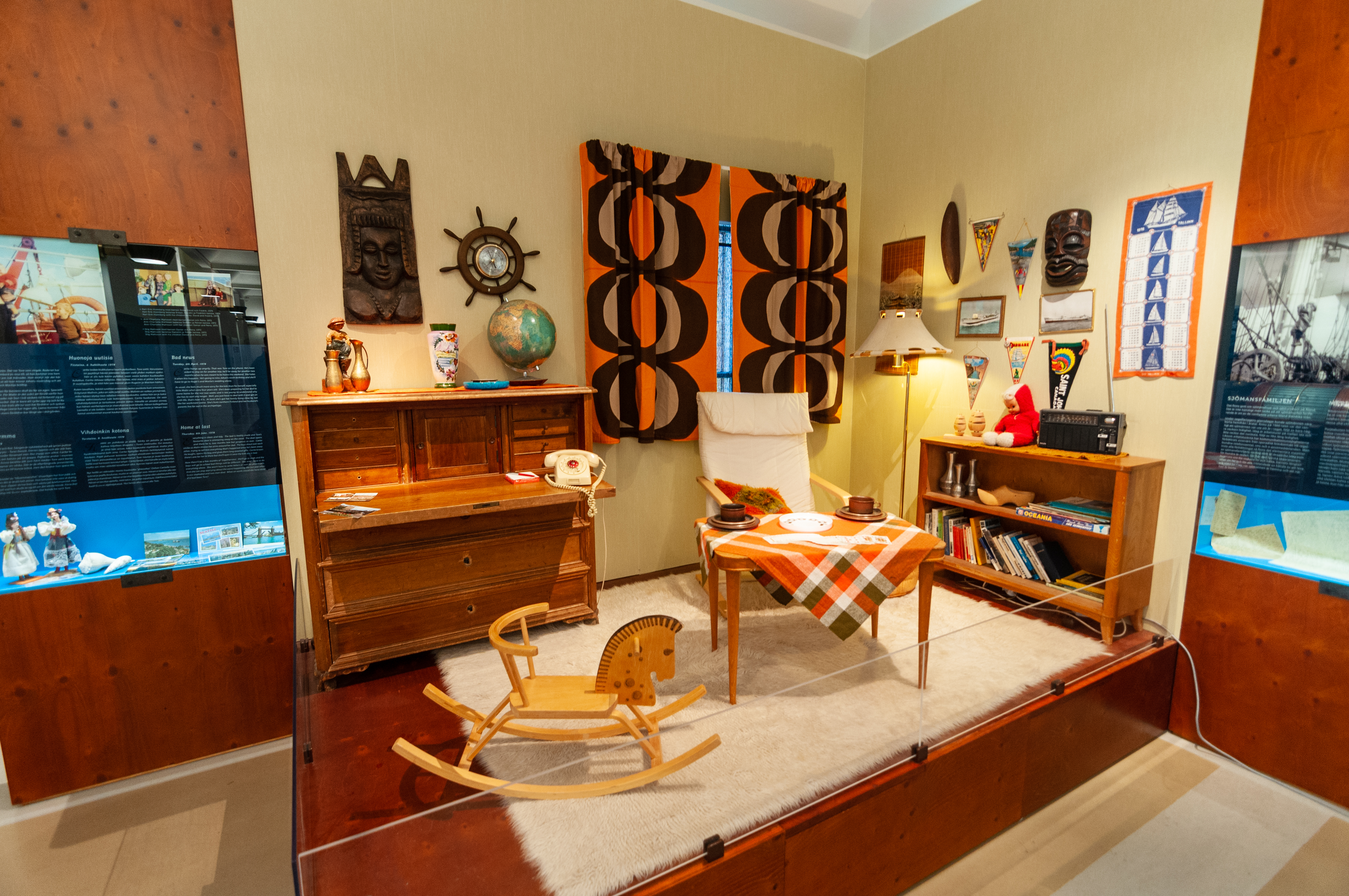
Jedna z wystaw wewnątrz muzeum (2018)
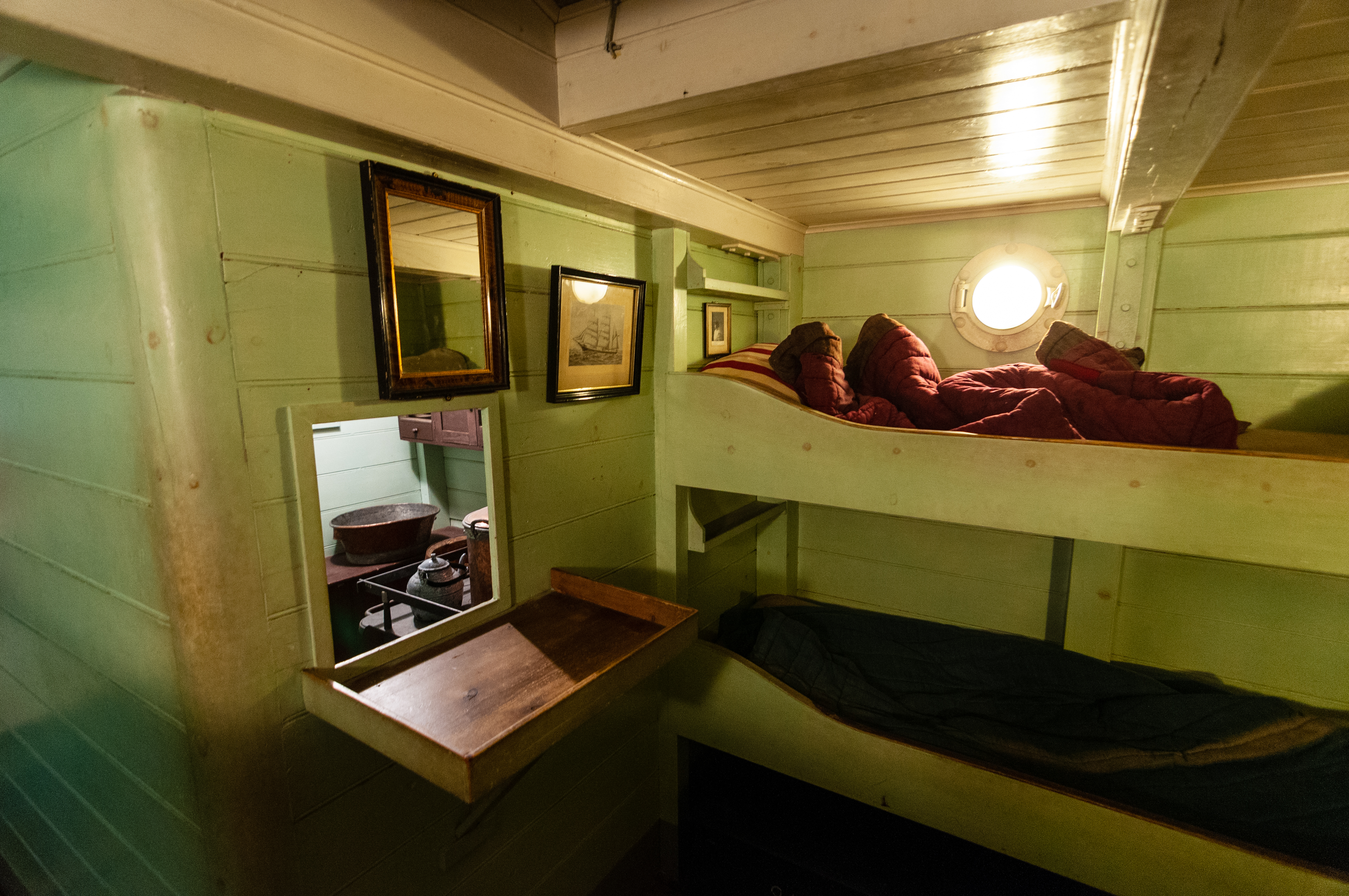
Jedna z wystaw – kajuta (2018)
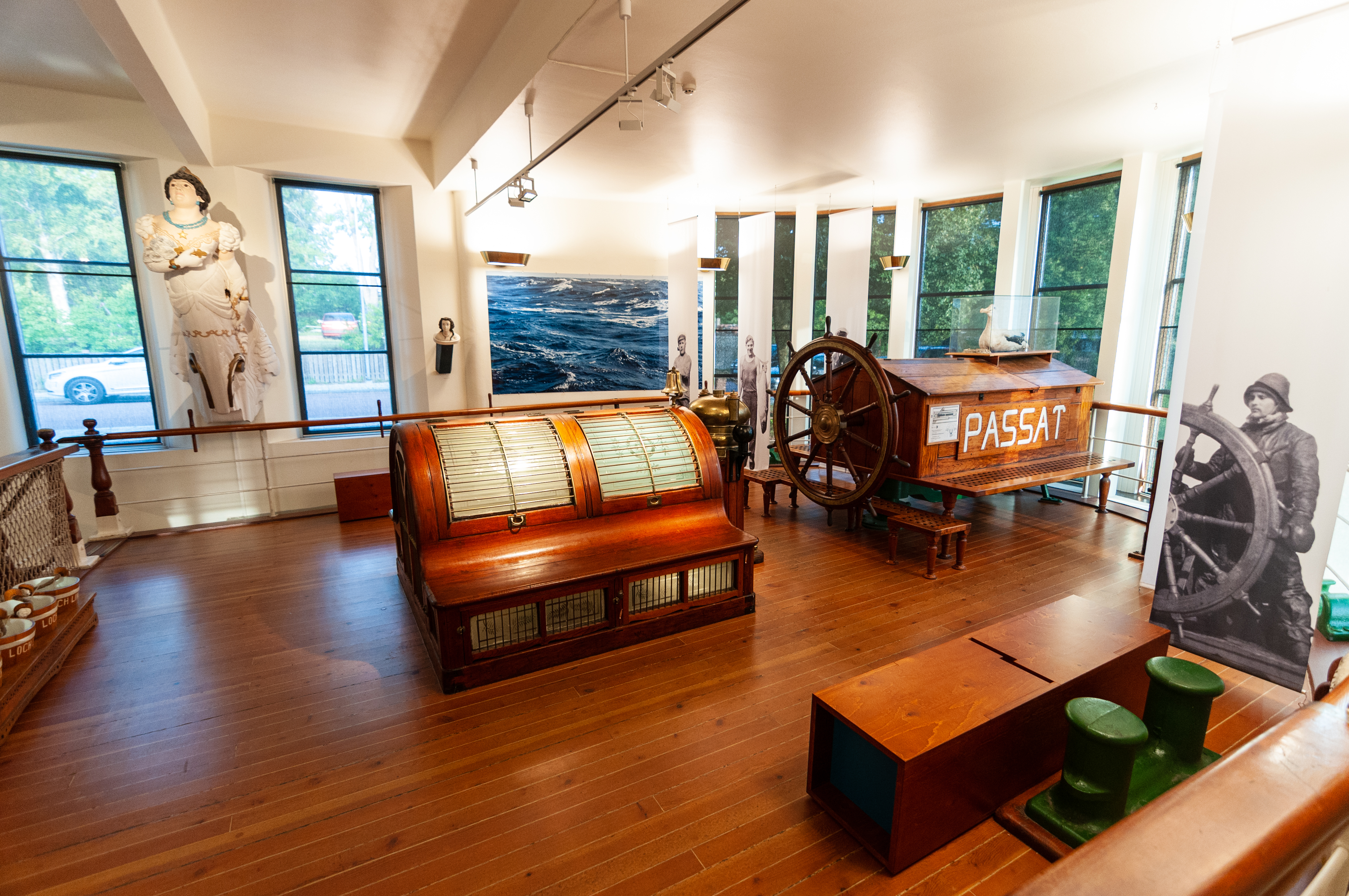
Jedna z wystaw wewnątrz muzeum (2018)
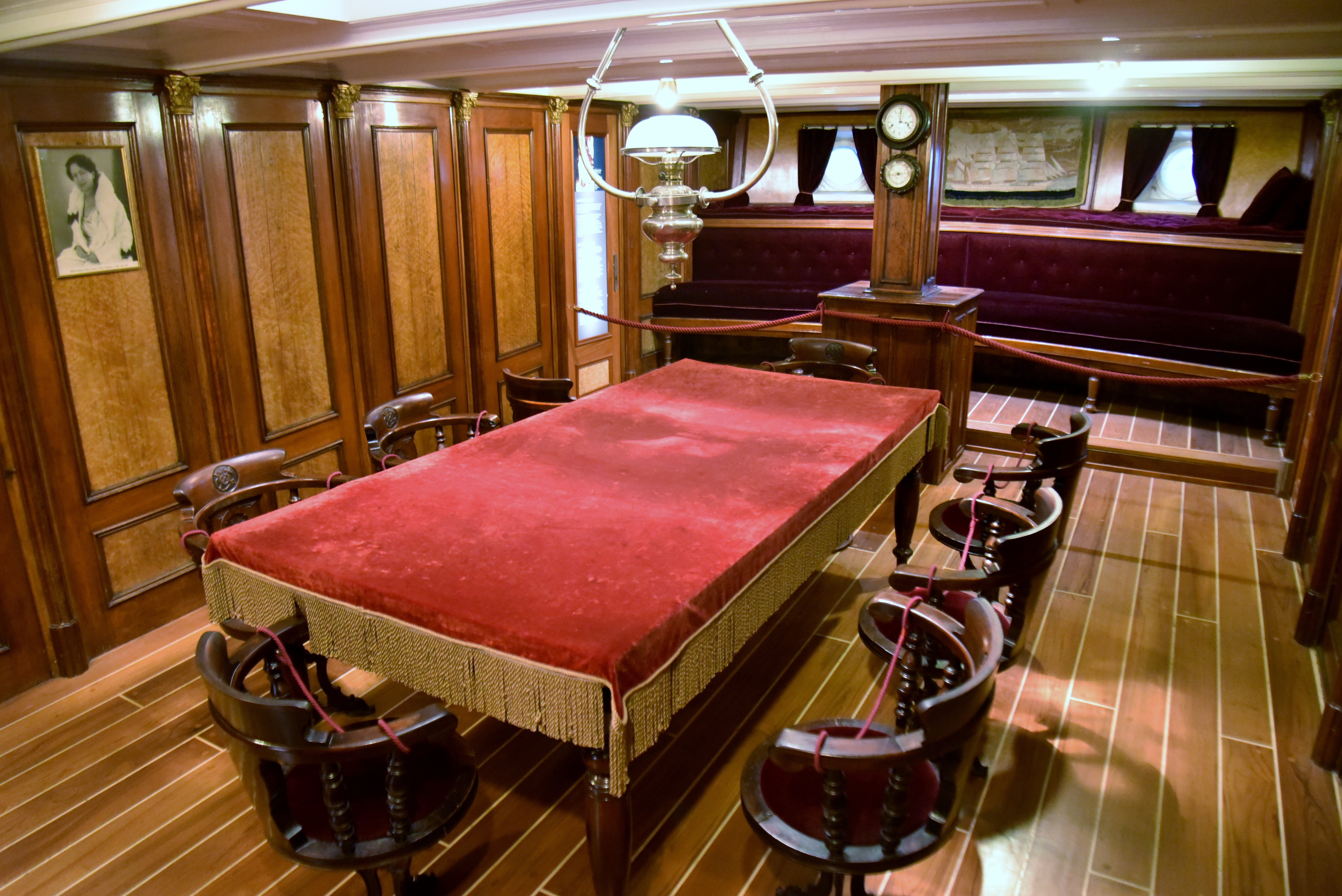
Jedna z wystaw – odtworzony salon kapitański żaglowca Herzogin Cecilie z 1902 roku (2019)